# An Tiaracht
An Tiaracht Tearaght o Inishtearaght és una illa rocosa, escarpada i inhabitada que es troba a l'oest de la península de Dingle. La seva ubicació a una longitud de 10° 39,7' en fa la més occidental de les illes Blasket i, per tant, l'illa més occidental tant d'Irlanda com de les Illes Britàniques. Tanmateix, hi ha roques exposades que estan més a l'oest: les Roques An Tiaracht, les Roques An Tiaracht Oest (10° 41,0') i les Roques Foze (10° 41,3').
An Tiaracht mesura aproximadament 1 km d'est a oest i 500 m de nord a sud. L'illa es divideix en dues seccions: una part oriental, més gran (200 m d'altitud), i una part occidental que culmina a 116 m. Les dues parts estan unides per una estreta franja de terra travessada per un túnel d'origen natural.